# Réseau urbain centralisé
 (décembre 2012).
Si vous disposez d'ouvrages ou d'articles de référence ou si vous connaissez des sites web de qualité traitant du thème abordé ici, merci de compléter l'article en donnant les références utiles à sa vérifiabilité et en les liant à la section « Notes et références ».
On dit qu'un État a un réseau urbain centralisé lorsqu'il ne possède qu'une métropole qui commande son territoire et remplit à la fois le rôle de capitale politique, économique et culturelle du pays.
La France en fournit un exemple : Paris concentre un sixième de la population du pays, et c'est une ville sept fois plus peuplée que les deux villes suivantes par la taille, Lyon et Marseille ; l'agglomération parisienne concentre 90 % des sièges sociaux des entreprises, les deux tiers des chercheurs, un tiers des étudiants, la quasi-totalité des médias nationaux, une grande partie de la création artistique, les plus grands musées ; l'organisation centralisée de la France se lit sur une simple carte routière, qui montre que le réseau routier français est centré sur Paris.
Ce modèle est le plus fréquent dans le monde. Il s'explique souvent par l'ancienneté de l'existence d'un État centralisé et du choix de sa capitale. C'est le cas de la France, du Royaume-Uni, du Portugal, de l'Autriche (avec la particularité pour cet État que Vienne était jusqu'en 1918 la capitale d'un empire beaucoup plus grand que l'État actuel).
Mais ce modèle est également le plus fréquent dans le cas des États africains, indépendants depuis une cinquantaine d'années seulement, et dont le découpage date d'environ un siècle : on peut l'expliquer par le fait que l'urbanisation de ces pays n'est que récente, et qu'elle se fait au profit principal de la capitale.
Si on associe souvent un réseau urbain centralisé à un État unitaire, ce n'est pas systématique : par exemple le Mexique et l'Argentine sont deux États fédéraux dont le réseau urbain est dominé par une capitale géante.